# 牧野智一
牧野 智一（まきの ともかず、1968年（昭和43年）7月17日 - ）は、日本の通訳者、翻訳家、英語・スペイン語講師。静岡県掛川市出身。

## 来歴
高校時代は英語が苦手で赤点を取るも、大学時代に語学の楽しさに触れスペイン語を習得する。大学時代にスペイン語をベースに英語を独学で習得。
大学卒業後は大手予備校で受験英語指導に携わる傍ら、通訳者・翻訳家としても活動し、現在に至る。

## 略歴
- 城東村立城東幼稚園、大東町立佐束小学校、大東町立城東中学校、静岡県立掛川西高等学校卒業
- 常葉学園大学（現 常葉大学）外国語学部スペイン語学科卒業
- 常葉大学外国語学部非常勤講師（2020年−）

## 役職
- 常葉大学 外国語学部 非常勤講師
- 株式会社ワールドアリーナ 代表取締役

## 単著・監修
- 『速読で英単語ドリル』（SBクリエイティブ）監修
- 『一度読んだら絶対に忘れない英文法の教科書』（SBクリエイティブ）
- 『一度読んだら絶対に忘れない英会話の教科書』（SBクリエイティブ）
- 『30日でネイティブとスラスラ話せるようになる すごい英語音読』（SBクリエイティブ）